# 韋德·貝瑞特
韋德·貝瑞特（英語：Wade Barrett，1980年8月10日—），原名斯圖爾特·亞歷山大·斯圖·貝內特（英語：Stuart Alexander Stu Bennett），是英國職業摔角選手、演員，曾受聘於世界摔角娛樂（WWE），並在節目WWE SmackDown中亮相。
在貝瑞特的摔角事業中，他曾是五次WWE洲際冠軍，而他也是WWE NXT第一季的冠軍。2016年5月被WWE釋出，於2020年8月回到WWE擔任評論員。

## 簡介
貝瑞特在1980年8月10日出生於英國蘭開夏郡的潘韋頓，並住在同在於蘭開夏郡的普雷斯頓，直到6歲，他與他的家人搬到威爾斯。貝內特成為的念頭是來自他的职业摔跤选手偶像戴維·男孩·史密斯。貝內特得到了英國利物浦大学的海洋生物学学位。他曾在一個科學實驗室工作，也曾作為維恩集團倫敦辦事處的招聘顧問。後來培訓成為一名摔跤手。

## WWE Raw登場

外道軍團（Nexus）的標誌

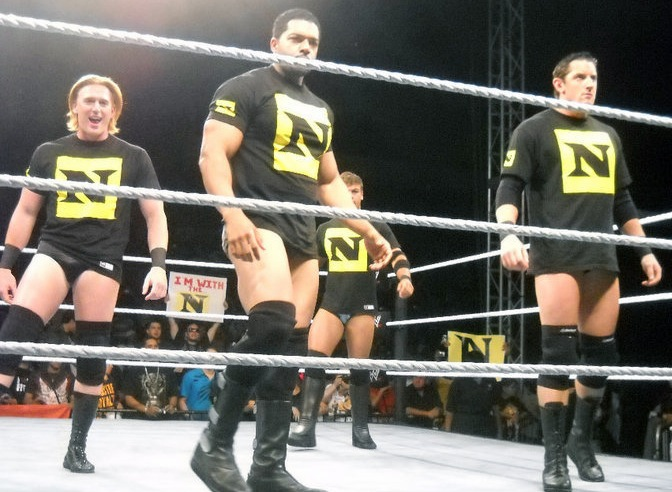
韋德·貝瑞特（前排最右者）與Nexus

貝瑞特在2010年的第一季NXT贏得冠軍後，便隨即在同年6月在WWE Raw登場，而且還組成了外道軍團（Nexus），並擔任外道軍團的隊長。並與John Cena發展恩怨。
2015年與Sheamus、Alberto Del Rio、Rusev組成多國聯盟小隊(League of Nations)。

## 冠軍及成就
- 世界摔角娛樂
  - WWE洲際冠軍（五次）
  - 擂台之王（2015年）
  - NXT勝利者（第一季）